# Куракін Павло Єфремович
Павло Єфремович Куракін (1894 — ?) — український радянський діяч, сталевар Костянтинівського металургійного заводу імені Фрунзе Донецької області. Депутат Верховної Ради СРСР 1-го скликання.

## Життєпис
Народився в бідній селянській родині. Освіта початкова. 11 років працював пастухом.
До 1917 року служив у російській імператорській армії, учасник Першої світової війни.
З 1917 по 1919 рік — у Червоній армії, учасник громадянської війни в Росії.
З 1929 року — сталевар Костянтинівського металургійного заводу імені Фрунзе Донецької області.
Кандидат у члени ВКП(б) з 1932 року.

## Нагороди
- орден Трудового Червоного Прапора (23.03.1935)